# Mesotrofie
| Trofiegraden     |
| ---------------- |
| hypertrofie      |
| eutrofie         |
| meso-eutrofie    |
| mesotrofie       |
| meso-oligotrofie |
| oligotrofie      |

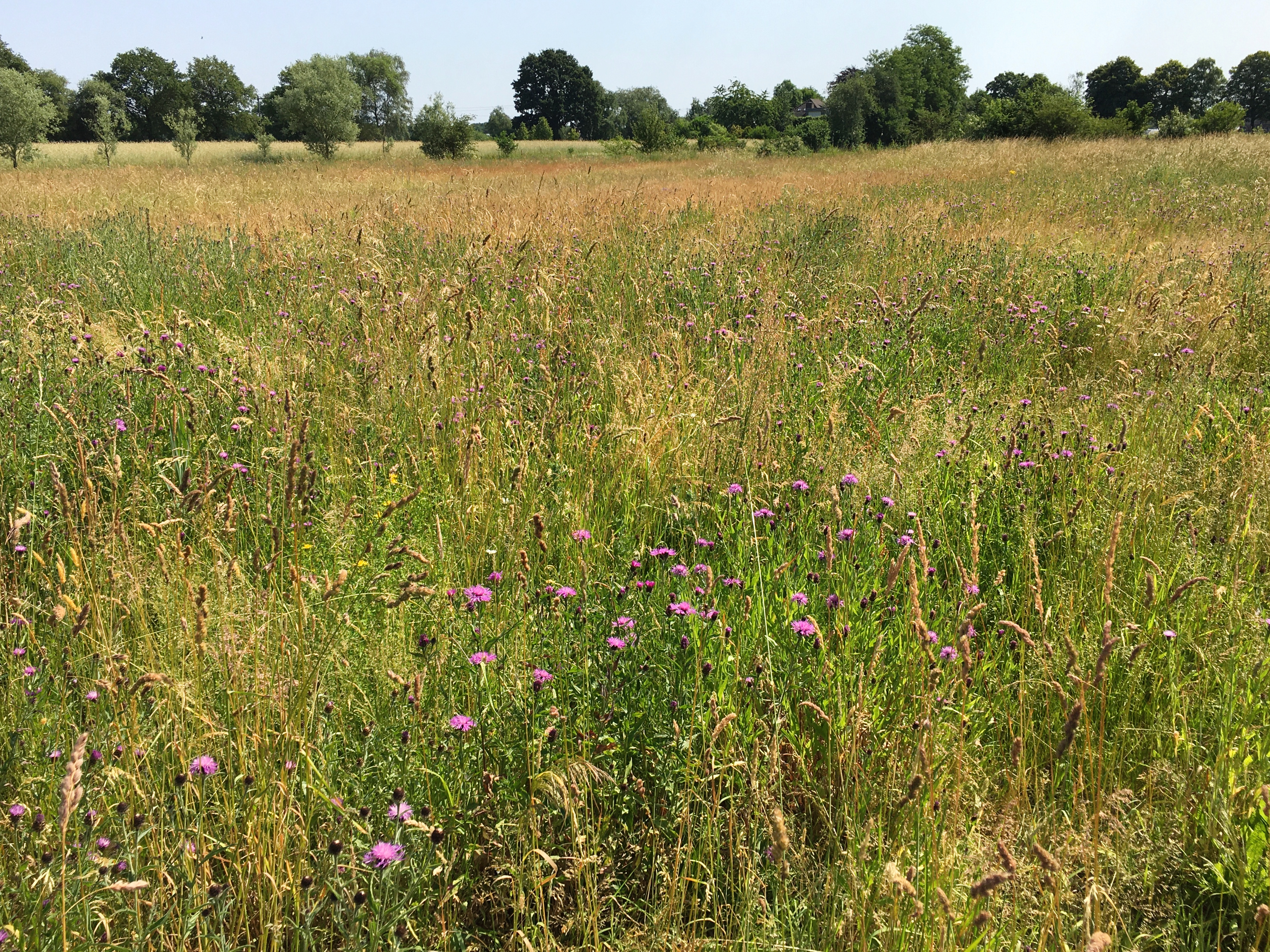
Een hooiland van de glanshaver-associatie; een voorbeeld van een mesotrafent vegetatietype.

Mesotrofie is een begrip uit de ecologie waarmee de toestand van een milieu wordt bedoeld met een middelmatige beschikbaarheid van minerale nutriënten (trofiegraad) voor het plaatselijke ecosysteem. Mesotrofie houdt het midden tussen oligotrofie (voedselarme toestanden) en eutrofie (voedselrijke toestanden). Wanneer in een milieu of standplaats sprake is van mesotrofie dan is zij mesotroof. Organismen die vooral zijn aangewezen tot mesotrofe ecosystemen noemt men mesotrafent.

## Beschrijving
Een ecosysteem (dat kan van alles zijn: een bodem, een meer, een plas, een sloot) of een substraat dat oligotroof is, bevat matig weinig minerale voedingsstoffen. Wanneer een oligotroof ecosysteem veel voedingsstoffen en mineralen aangeleverd krijgt zal het veranderen via een mesotroof tussenstadium in een eutroof ecosysteem. Dit proces heet eutrofiëring. In het geval van een eutroof ecosysteem treffen we een hoge productie en biomassa per oppervlakte aan.

## Natuurbeheer
Milieuorganisaties pleiten voor strengere bemestingsnormen zodat er meer oligotrofe en mesotrofe bodems ontstaan. Natuurbeherende organisaties proberen vaak om in hun terreinen (in het verleden) rijk bemeste bodems te verschralen door de teeltlaag af te plaggen. Op de lange duur leidt dit tot terreinen met meer soorten planten en dieren.